# Marián Čekovský
Marián „Čeky“ Čekovský (* 12. dubna 1977 Humenné) je slovenský hudebník, zpěvák, hudební skladatel, komik, herec a moderátor. Společně s Peterem Marcinem moderoval relaci Mini Talent Show na Slovenské televizi. Hrál například ve skupinách No Name, The Big H a Čekovský Band. Spolupracoval s umělci jako Richard Müller, Vašo Patejdl, Pavol Hammel, Robo Grigorov, Dara Rolins, Rytmus, Strapo, Ľubo Virág, Adriena Bartošová, IMT Smile, Free Faces, Henry Tóth Band, Groovin’ Heads, Kontrafakt, Andrej Šeban Band.

## Diskografie
- 2007 Ritro Songs – CD
- 2007 Čekovský & Tóth – Live from Bratislava Jazz Days – CD
- 2008 Ritro Songs for children – CD
- 2009 Via Lucis – Cesta svetla – CD – Anton Fabian, Marián Čekovský, Mária Ičová, Antónia Fabianová a Viliam Csontos

### Spolupráce
- 2003 Richard Rikkon uvádza – Forza Music, CD – 04. „Básnik“ – Richard Rikkon a Marián Čekovský
- 2006 Songs of my soul – Forza Music, CD – 06. „Havets sang“ – Anna-Katarina – autor hudby
- 2006 Bez zbytočných rečí – H.O.M.E., CD – 08. „Bez lásky málo máš“ – P.S. a Marián Čekovský
- 2007 V živote – Brekeke Records, CD – 12. „Dubravka“ – Haf & Beyuz a Marián Čekovský
- 2009 Dual Shock – EMI, 2CD – 13. „Chlapi“ – Moja Reč, Marián Čekovský a Opak

### Kompilace
- 2002 Na slovenskej svadbe 1 – Wedding Band – Sony Music Bonton, CD – 13. „Medulienka“ – zpěv
- 2003 Na československom žúre – Wedding Band – Millenium Records & Publishing, CD – 04. „Sklíčka“ – zpěv
- 2007 SK Hity 5 – H.O.M.E., CD – 13. „Mohla by byť z toho aj láska“
- 2007 !BOOOM HITY 1 – H.O.M.E., CD – 02. „Myslím, že môže byť“ – Marián Čekovský a IMT Smile
- 2008 15 Naj SK Hitov – H.O.M.E., CD – 12. „Myslím, že môže byť“ – Marián Čekovský a IMT Smile
- 2008 20ERS – EMI, 2CD – CD1 (CD Old Skool) – 08. „Sieť“ – Moja Reč feat. Marián Čekovský, CD2 (CD New Skool) – 19. „Sieť“ – Moja Reč feat. Marián Čekovský

### Hudba k divadelním představením
- 2009 Sanatórium, Národní divadlo Košice – Malá scéna
- 2009 Medeia, Národní divadlo Košice – Malá scéna, ocenění Divadelní cena sezóny – DOSKY za Nejlepší scénickou hudbu sezóny
- 2010 Vĺčik, Národní divadlo Košice – Malá scéna
- 2010 Mrtvé duše, Divadlo Andreje Bagara v Nitře
- 2011 Čakanie na Turka, Národní divadlo Košice – Malá scéna
- 2018 Príšerka Charlie, Bratislavské bábkové divadlo

### Hudba k filmu
- 2009 Fabrika smrti
- 2013 Babie leto
- 2015 LokalFilmis
- 2019 Šťastný nový rok
- 2021 Šťastný nový rok 2: Dobro došli

## Filmografie

### Film
- 2014 Prvý slovenský horor – role: ?
- 2015 LokalFilmis – role: Pišta Lakatoš
- 2017 Cuky Luky Film – role: ?
- 2021 Večírek – role: zpěvák Pišta Petöfi, bývalý spolužák Hrdových
- 2024 Fabrika smrti: mladá krv – role: ?

### Televize
- 2011 Lokal TV (TV seriál) – role: Pišta Lakatoš
- 2011 Hoď svišťom (TV seriál) – role: zahraniční host hotelu
- 2018–2019 Kuchyňa (TV seriál, 15 dílů) – role: sám sebe
- 2022 Chatári (TV seriál, 13 dílů) – role: ?

### Moderování
- 2009–2010: Mini Talent Show – role: šašo Bimbo

### Účinkování
- 2009: Chodili sme spolu
- 2014: Nikdo není dokonalý – host spolu s Matejem Cifrou
- od 2015: Inkognito
- 2015: Nikdo není dokonalý – host spolu s Tomášem Šedivým
- 2015: Nikdo není dokonalý – host spolu s Milanem Ondríkem
- 2016: Tenkrát na Západě
- 2017: Všechno, co mám rád
- 2020: Česko Slovenská SuperStar – porotce
- 2021: S úsmevom po Slovensku
- od 2022: Tvoja tvár znie povedome – porotce pro dospělé

## Ocenění
- 2004 Aurel – nejlepší instrumentalista roku
- 2009 Divadelní cena sezóny – DOSKY za Nejlepší scénickou hudbu sezóny
- 2011 OTO – zpěvák roku